# Net Promoter Score

## Định nghĩa
Net Promoter Score (NPS) được giới thiệu bởi Fred Reichheld trên Harvard Business Review 2003, đây là chỉ số đo lường sự hài lòng, mức độ khách hàng sẵn sàng tiếp tục sử dụng sản phẩm, dịch vụ và giới thiệu cho người thân, bạn bè và đồng nghiệp sử dụng.

## Cách đo lường chỉ số Net Promoter Score
Để đo lường chỉ số Net Promoter Score, trước tiên doanh nghiệp phải khảo sát khách hàng qua những câu hỏi như "Trên thang điểm từ 0 đến 10, bạn sẵn sàng giới thiệu sản phẩm tới bạn bè hay đồng nghiệp ở mức độ nào?". Các câu trả lời cho câu hỏi trên có thể được phân loại thành ba nhóm khách hàng:
- Promoters (9 – 10 điểm): Những khách hàng đánh giá các sản phẩm và dịch vụ doanh nghiệp từ 9 đến 10 điểm là khách hàng thiện cảm. Họ có tỷ lệ mua lại cao nhất và giới thiệu tới 80% khách hàng mới cho doanh nghiệp.
- Passives (7 – 8 điểm): Những khách hàng "hài lòng thụ động", hay còn gọi là khách hàng vô cảm. Họ không hoàn toàn có thiện cảm với doanh nghiệp và cũng không hoàn toàn ghét doanh nghiệp. Những khách hàng này sẽ sẵn sàng rời bỏ doanh nghiệp khi đối thủ mang lại chất lượng sản phẩm hoặc dịch vụ tốt hơn.
- Detractors (dưới 6 điểm): Những khách hàng đánh giá doanh nghiệp từ 0 đến 6 điểm là khách hàng không có thiện cảm với sản phẩm hoặc dịch vụ của công ty. Trong vài trường hợp họ vẫn sẽ mua sản phẩm hay sử dụng dịch vụ của doanh nghiệp, tuy nhiên họ sẽ không giúp doanh nghiệp bán thêm được hàng. Họ sẽ không giới thiệu sản phẩm của doanh nghiệp đến bất kỳ ai. Ngoài ra đây là nhóm khách hàng dễ đưa ra các lời phê bình và đánh giá thấp doanh nghiệp trên mạng xã hội (tiếng Anh: social media). Điều này sẽ hủy hoại danh tiếng của doanh nghiệp, khiến khách hàng mới nản lòng và làm suy giảm động lực của nhân viên.

Chỉ số được Net Promoter Score được đo lường bởi hiệu phần trăm giữa nhóm khách hàng hài lòng (thang số từ 9 đến 10) và nhóm khách hàng không hài lòng (thang số từ 0 đến 6). Nhóm khách hàng thụ động (thang số từ 7 đến 8) được đo lường trên tổng số phản hồi của khách hàng sẽ không ảnh hưởng đến chỉ số Net Promoter Score.

Công thức tính: Net Promoter Score (NPS) = % P (Promoters) – % D (Detractors)